# Terpna abraxas
Terpna abraxas är en fjärilsart som beskrevs av Charles Oberthür 1913. Terpna abraxas ingår i släktet Terpna och familjen mätare. Inga underarter finns listade i Catalogue of Life.